# Гоголев, Андрей Николаевич
Го́голев Андре́й Никола́евич (род. 17 мая 1974, Семёнов, Горьковская область, СССР) — российский боксер, заслуженный мастер спорта по боксу, трёхкратный чемпион России (1996, 1997 и 1998 гг.), чемпион мира 2001 года.

## Биография
Вырос в детском доме. В 11 лет вместе с другими воспитанниками детдома был приглашён на занятия боксом.

## Любительская карьера
Выиграл первенство области и стал участником первенства России среди юношей, завоевав бронзовую награду.
В 1991 году, в возрасте 16 лет, в составе сборной команды ЦС "Трудовые резервы"  участвовал в первенстве СССР среди юниоров 1973-1974 годов рождения (последнем первенстве Советского Союза) 1-10 марта 1991 года в Саратове. А. Гоголев завоевал призовое место в весовой категории 46 кг. Согласно установленным правилам Государственного комитета СССР по физической культуре и спорту, А. Гоголев выполнил норму мастера спорта СССР. Это спортивное звание было присвоено сразу же по окончании соревнований, ещё до достижения им 17 летнего возраста.
В 1995 году — мастер спорта международного класса, в 2001 году — заслуженный мастер спорта Российской Федерации.
Тренер — заслуженный тренер Российской Федерации, Голубков Игорь Викторович.
За победу на I Всемирных военных играх  в 1995 году в итальянском Риме награждён медалью ордена «За заслуги перед Отечеством» II степени.
В 2001 году из-за болезни лидера сборной Гайдарбека Гайдарбекова на чемпионат мира, в Белфаст (Северная Ирландия), в экстренном порядке был направлен Андрей Гоголев. На чемпионате мира во 2-м раунде добился явного преимущества над Ш. Карлом (Франция), побил А. Кинзи (Алжир) по очкам - 33:14, во 2-м раунде победил ввиду явного преимущества Д. Орра (Канада), в полуфинале взял верх над британцем Карлом Фрочем - 28:16, а в решающем поединке обыграл узбекского боксёра Уткирбека Хайдарова - 36:29, и получил золотую медаль в весовой категории до 75 кг
В составе сборной команды России был бронзовым призёром Кубка мира 2002 года в казахстанской Астане. Принимал участие в чемпионате мира 1997 (выбыл в 1/4 финала), чемпионата Европы 1998 года, Играх Доброй Воли в 1998 году.
Провел на любительском ринге 368 поединков, в 324 боях одержал победу.
Отличник физической культуры и спорта России.
Стиль А. Гоголева, как и у многих боксёров-левшей советской и постсоветской школы, является сочетанием подвижности в ринге, острого чувства дистанции и стремления нанести резкий удар левой в голову или в корпус

## Последующие годы
В 2006 году провёл два профессиональных боя, в которых победил по очкам.
Майор запаса Госнаркоконтроля.
Почетный гражданин Городецкого района Нижегородской области.
В 2010 году баллотировался в депутаты Земского собрания Городецкого района 5-го созыва как независимый кандидат. 14 марта 2010 года был избран депутатом.
Является президентом общественной Федерации бокса Нижегородской области. Андрей Гоголев известен публикациями в сети, демонстрирует независимость в суждениях, готовность противостоять коррумпированным, по его мнению, властям.
Женат, имеет дочь и сына, увлекается рыбалкой.